# Parc d'amitié
Parc d'amitié (en serbe cyrillique:  Парк Пријатељства ; en serbe latin : Park prijateljstva) à Novi Beograd est l'un des plus grands parcs à Belgrade. Il a été déterminé d’être une attraction.

## Location
Il est situé à Novi Beograd  dans la communauté locale Ušće  et s'étend à un grand espace vert à partir du hôtel Yougoslavie, le long des rives du Danube  et de la Save  jusqu’au pont de Branko. Il est bordé par les rues Bulevar Mihaila Pupina, Ušće et la rue Bulevar Nikole Tesle. Par les rivières Save et Danube il confine à Veliko ratno ostrvo et Мalo ratno ostrvo et au centre-ville de  Belgrade. Parc d’amitié couvre une superficie de 14 hectares. Le parc est accessible par le transport public  par des lignes de bus 15 и 84.

## Nature et attractions sportives
Parc comprend un grand nombre d'espaces verts et des arbres et embrasse les rives de la rivière Save et du fleuve Danube. Il convient à la marche, l'activité physique ou la détente dans la nature. Il y a une piste cyclable dans le parc et une piste de course. Bien que situé près du centre de  Belgrade, la paix et la tranquillité y règnent, et par conséquent il est l'un de parcs préférés des Belgradois. Dans le parc se trouve également Skate park Ušće.

## Construction et l'histoire
L'idée de la création du Parc de l'amitié de caractère mémorial est venue des jeunes forestiers (Gorani) qui ont donné la décision, au nom de la première Conférence des non alignés à Belgrade en 1961, de créer un parc commémoratif comme un symbole de la lutte pour la paix et l'égalité pour tous les peuples du monde. Leur initiative, le 29 août 1961, a été soutenue par le Conseil de la culture et le Conseil de la planification urbaine du Comité populaire de la ville de  Belgrade. La plantation de platanes de Tito le 7 septembre de 1961 est considérée comme la grande ouverture du parc. La première conception préliminaire a été faite par l'ingénieur Vladeta Đorđević, mais la solution finale de l’aspect et l'organisation de l'espace du parc est présenté dans le projet appelé « Potez » (coup), qui a remporté le premier prix au concours yougoslave en 1965. Assemblée de la ville de Belgrade et le Comité sur le soin de la construction et d’aménagement du parc a été annoncé par le concours général yougoslave. La spécificité de l'objet était un défi pour les auteurs car elle a traité le domaine de  l'horticulture, un sujet du concours pas fréquente et la position du parc parmi les plus importants bâtiments du gouvernement, le Palais du Conseil exécutif fédéral  et ancien bâtiment du Comité central du Parti communiste de Yougoslavie (PC Ušćee aujourd'hui), le  Musée d'Art contemporain  et   Hôtel Yougoslavie. Le concours a reçu dix-neuf œuvres dont trois sont récompensés et onze rachetés. Le premier prix a été remporté par le travail sous le chiffre « Potez » d’architecte Milan Pališaški. Le deuxième prix ont partagé l'architecte Ranko Radović et Ljiljana Pekić, et le troisième est allé à l’architecte Miro Holambek-Bencler de Zagreb. La construction du parc a symboliquement marqué la création du  Mouvement des pays non alignés  dont l'un des fondateurs était la  Yougoslavie. Le travail de l’architecte Pališaški, selon l'avis de la commission représente une solution stricte avec les divisions géométriques et monumentalité distingué, solennelle et représentative.

## Avenue de la paix
Dans la partie centrale du parc se trouve l'avenue de la paix avec un obélisque mémorial « Feu éternel » Le parc dispose d’une statue de fleurs du sculpteur Lidija Mišić. Avenue de la paix avec 26 platanes qui sont plantés par les hommes d'État, au cours de la Conférence des non alignés à  Belgrade jusqu'en 1989, a une longueur de 180 m, ce qui représente également le nombre de pays dont la priorité politique était un engagement pour la paix, ladite politique de coexistence pacifique et active. Tous les participants de la première Conférence ont planté la même plante-platane.
La sélection des platanes se cache dans leur longévité, ce qui met l'accent sur l'idée d'établir une paix durable dans le monde. À côté de chaque arbre planté est placée une tablette avec le nom de l'homme d'État et le pays de son origine, année de plantation, et la dénomination latine du bois Platanus acerofilia. Les boutures des platanes sont placés à une distance de huit mètres pour être liées après arriver à une certaine hauteur de leur croissance et former ainsi un ensemble unique vert qui a également porté symbolique identifiant la relation entre toutes les nations par une idée commune. À partir de la solution compétitive jusqu’aujourd’hui, il n'y a été réalisé plus que 9,5 hectares de parc. Bien que l'idée originale de l'architecte Pališaški soit peu réalisée, essentiellement on  discerne encore la spécificité de la formation d'un parc moderne.

## Le monument «Feu éternel»
Le monument «Feu éternel » est situé dans le parc et a été construit pour commémorer les victimes du bombardement de l'OTAN  de la République fédérale de Yougoslavie. Il a été construit d'après les plans des frères sculpteurs Svetozar et Svetomira Radović et des architectes Marko Stevanović et Miodrag Cvijić. Le monument a été inauguré le 12 juin 2000, à l’occasion de l'anniversaire de la fin des bombardements de l'OTAN en présence des plus grands personnalités politiques. Monument feu éternel est de 28 mètres de haut, était censé être 78 mètres de haut symbolisant le nombre de jours de bombardement de l'OTAN. La flamme de « feu éternel » agitait jusqu’au 5 octobre 2000. Alors, les policiers qui gardaient le monument ont retiré, et des hooligans inconnus ont envahi le bâtiment d’où arrivait du gaz, endommageant les installations et donc ont éteint le « feu éternel ». D'autres ont brisé la porte d'entrée et sont entrés dans l'Obélisque. Ensuite, la même nuit, un groupe de jeunes a retiré et a volé les réflecteurs précieux. Peu après, le monument fut couvert de graffitis, qui ont entièrement couvert les inscriptions et de ruiné l'apparence du monument. Après cela, on a retiré les lettres du texte «Feu éternel » dans lequel il a été dit à qui le monument est dédié. Le monument était négligé jusqu'en 2009, lorsque, grâce à l'initiative du Club des généraux et amiraux de Serbie, les messages rayées étaient repeintes, l'accès au « feu éternel » est nettoyée, mais la flamme n’a pas brillé de nouveau.

## Connu dans le parc
Dans ce parc, des nombreux fonctionnaires et célébrités ont planté un arbre en signe d'amitié, et parmi eux François Mitterrand, Josip Broz Tito, Jawaharlal Nehru, Gamal Abdel Nasser, La reine Élisabeth II, Fidel Castro, Mouammar al Kadhafi, Empereur Haile Selassie, Leonid Brezhnev, Mikhaïl Gorbatchev, Richard Nixon, Jimmy Carter, Todor Zhivkov, Nicolae Ceausescu, Kim Il Sung, Indira Gandhi  et d'autres. L’officiel dernier, qui a planté un arbre au cours de l'existence de République socialiste fédérale de Yougoslavie était président roumain  Ion Iliescu, qui a planté  en 1991, le 194e arbre dans le parc. Et après la désintégration de la Yougoslavie, la tradition de planter des arbres dans le parc est maintenue, de sorte que les membres du groupe anglais Rolling Stones  ont planté des arbres, en 2007, avant le concert, qui a eu lieu à  Belgrade.

## Galerie

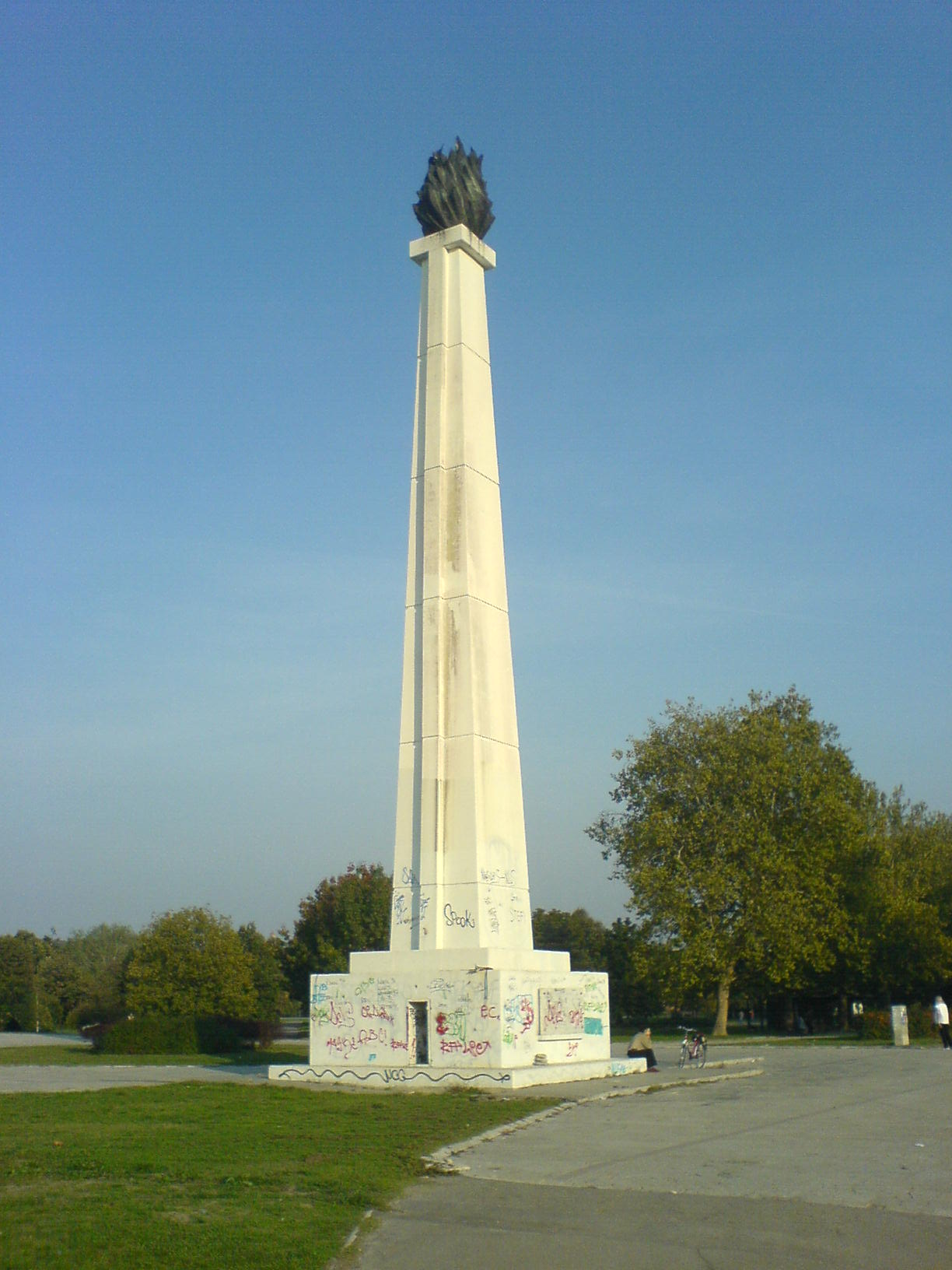
Le monument « Feu éternel »
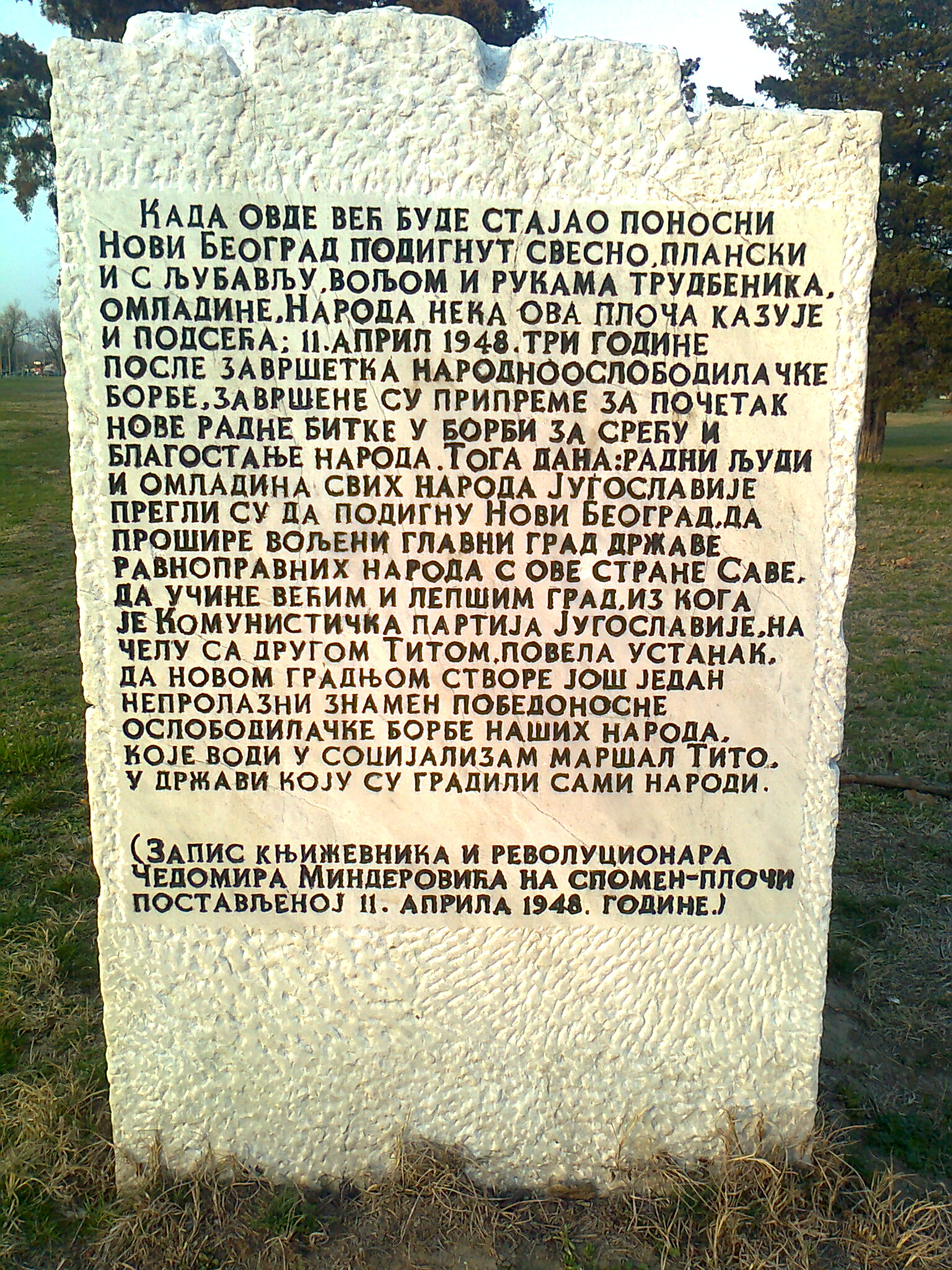
Mémorial du début de la construction de Novi Beograd
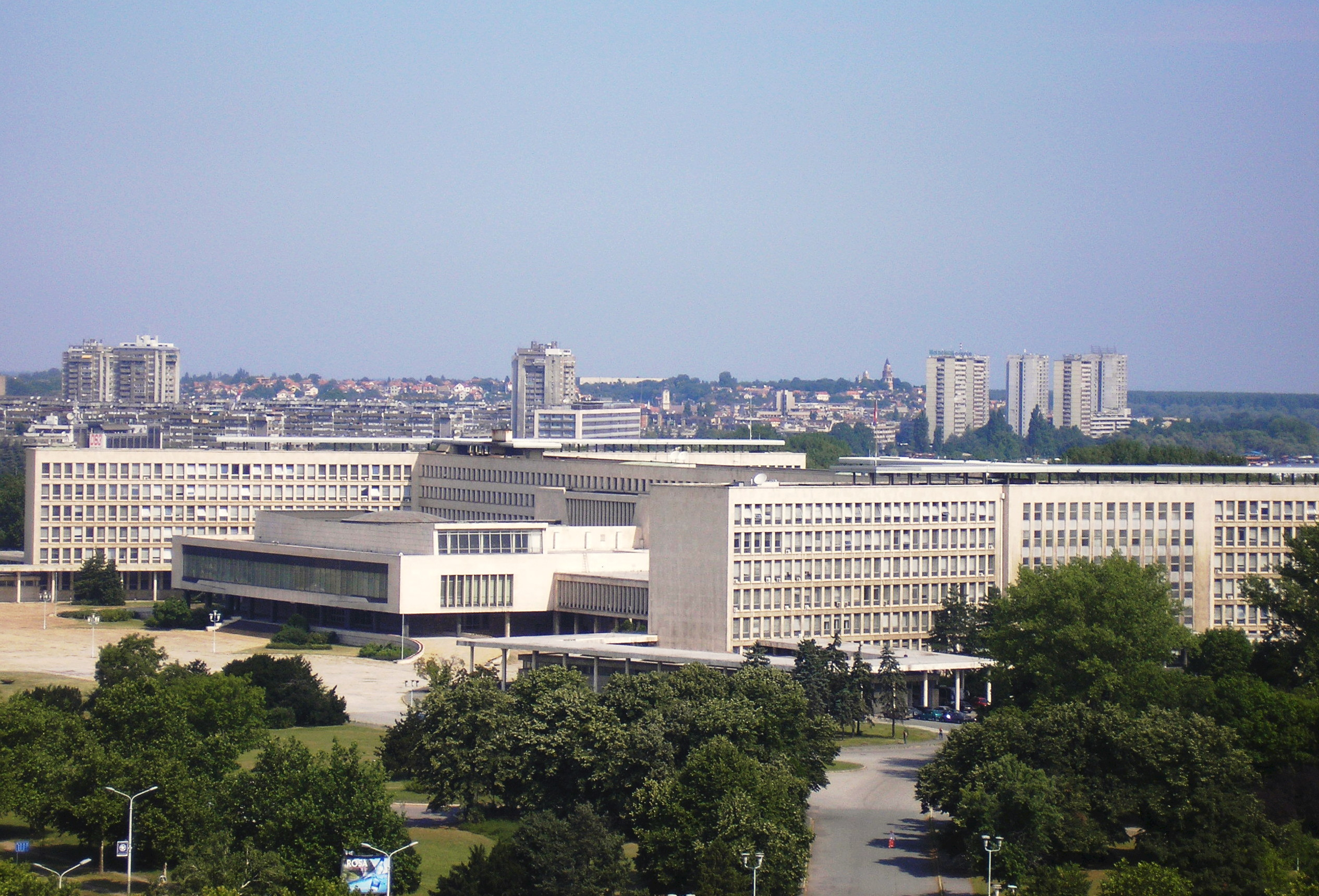
Palais de Serbie